# Departamento Avellaneda (Río Negro)
Das Departamento Avellaneda liegt im Norden der Provinz Río Negro im Süden Argentiniens und ist eine von 13 Verwaltungseinheiten der Provinz.
Es grenzt im Norden an die Provinz La Pampa, im Osten an das Departamento Pichi Mahuida, im Südosten an das Departamento Conesa, im Süden an die Departamentos San Antonio, Valcheta und Nueve de Julio und im Westen an die Departamentos El Cuy und General Roca.
Die Hauptstadt des Departamento Avellaneda ist Choele Choel. Der Ort, am Ufer gegenüber der Isla Grande de Choele Choel gelegen, ist ein wichtiger Verkehrsknotenpunkt. Hier kreuzen sich die Ruta Nacional 22 und die Ruta Provincial 250, die mit der Insel verbunden ist. Ein Busbahnhof für Langstreckenbusse und ein Flughafen, der zurzeit nur Privatflugverkehr abwickelt, unterstreichen die Bedeutung des Verkehrszentrums. Eine Eisenbahnlinie, die Buenos Aires mit San Carlos de Bariloche verbindet, passiert, außerhalb des Flusstales, den Ort Darwin. Bis auf gelegentliche Güterzüge ruht allerdings zur Zeit der Verkehr auf dieser Strecke. 

## Geographie
Das Departamento Avellaneda wird vom Río Negro durchflossen, dessen Lauf ein fruchtbares Tal geschaffen hat, das in diesem Abschnitt Valle Medio genannt wird. Durch die Teilung des Flusslaufes in zwei Arme, die später erneut vereinigt weiterfließen, entstanden eine Reihe von Flussinseln, deren größte die Isla Grande de Choele Choel und Isla Chica de Choele Choel sind. Die Isla Grande ist die fruchtbarste Zone des Departamento, in der u. a. Tomaten, Äpfel und Birnen produziert werden. Die Ortschaften auf der Insel heißen Luis Beltrán, Lamarque und Pomona.

## Bevölkerung

### Übersicht
Das Ergebnis der Volkszählung 2022 ist noch nicht bekannt. Bei der Volkszählung 2010 war das Geschlechterverhältnis mit 18.010 männlichen und 17.313 weiblichen Einwohnern ausgeglichen mit einem knappen Männerüberhang.
Nach Altersgruppen verteilte sich die Einwohnerschaft auf 10.104 (28,6 %) Personen im Alter von 0 bis 14 Jahren, 22.563 (63,9 %) Personen im Alter von 15 bis 64 Jahren und 2.656 (7,5 %) Personen von 65 Jahren und mehr.

### Bevölkerungsentwicklung
Das Gebiet ist sehr dünn besiedelt mit einer stetig wachsenden Bevölkerungszahl. Die Schätzungen des INDEC gehen von einer Bevölkerungszahl von 41,193 Einwohnern per 1. Juli 2022 aus.
| Jahr | 1947  | 1960   | 1970   | 1980   | 1991   | 2001   | 2010   | 2022    |
| Einwohner                                                                                                | 8.526 | 12.708 | 15.445 | 22.523 | 27.324 | 32.308 | 35.323 | k. Ang. |
| Bevölkerungsentwicklung des Departements seit 1947; Quelle: Ergebnisse der Volkszählungen in Argentinien |       |        |        |        |        |        |        |         |

## Städte und Gemeinden
Das Departamento Avellaneda gliedert sich in die Gemeinden (municipios) Chimpay, Choele Choel, Coronel Belisle, Darwin, Lamarque, Luis Beltrán, Pomona, die Comisión de Fomento Chelforó und die Kleinsiedlungen (parajes) Colonia Josefa, Fortín Uno und La Japonesa.